# Phalacrus championi
Phalacrus championi är en skalbaggsart som beskrevs av Guillebeau 1892. Phalacrus championi ingår i släktet Phalacrus, och familjen sotsvampbaggar. Arten är reproducerande i Sverige.